# Bungay (Royaume-Uni)
Pour les articles homonymes, voir Bungay.
Bungay est une ville dans le district de East Suffolk du comté de Suffolk en Angleterre. Sa population est de 5 127 habitants (2011).
La ville est célèbre pour avoir été, en 1577, le théâtre de l'apparition d'un chien noir au milieu de son église. L'animal aurait tué deux personnes, avant de disparaitre, ne laissant que quelques traces de brulé sur la porte et le parvis de l'église St Mary.

## Histoire
En raison de sa situation élevée, protégée par la Wavenay et les marais, le site était dans une bonne position défensive et a attiré des colons dès les premiers temps. 
Des objets romains ont été découverts dans la région.
Le château de Bungay a été construit par les Normands mais a ensuite été reconstruit par Roger Bigod, 5e comte de Norfolk et sa famille qui possédaient également Framlingham Castle. Le panneau du village de Bungay montre le château. Le château contient un exemple unique de galeries minières, datant du siège du château en 1174. Elles étaient destinées à saper l'édifice et ainsi faire s'effondrer la tour du château.
L'église Sainte-Marie était autrefois l'église du prieuré bénédictin de Bungay, elle a été fondée par Gundreda, épouse de Roger de Glanville.
Le  frère Thomas Bungay, franciscain du XIIIe siècle jouit plus tard d'une réputation populaire de magicien, apparaissant comme le compagnon de Roger Bacon dans la Comédie élisabéthaine Frier Bacon et Frier Bongay de Robert Greene .
L'église de la Sainte-Trinité du XIe siècle, avec sa tour ronde, se trouve au sud-est du cimetière Sainte-Marie, tandis que l'église catholique romaine  St. Edmund du XIXe siècle, en briques rouges, est immédiatement au sud du cimetière.

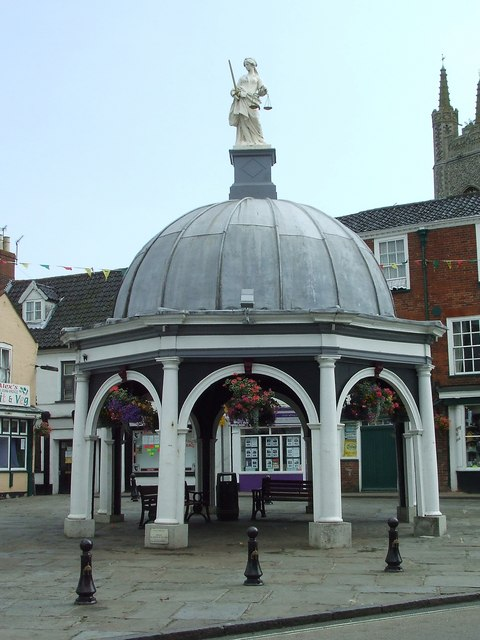
Buttercross.

La ville a été presque détruite par un grand incendie en 1688. La Buttercross centrale a été construite en 1689. C'était l'endroit où les agriculteurs locaux exposaient leur beurre et autres produits agricoles à vendre. Jusqu'en 1810, il y avait aussi un édifice semblable pour la vente des céréales, mais il a été démonté et remplacé par une pompe.
Bungay était un centre important pour les industries de l'impression et de la fabrication du papier. Joseph Hooper, un riche diplômé de Harvard qui a fui le Massachusetts lorsque ses terres ont été saisies après la révolution américaine, a loué un moulin à Bungay en 1783 et l'a converti en papeterie.
Charles Brightly a créé une fonderie d'impression et de stéréotypes en 1795. Puis en partenariat avec John Filby Childs, l'entreprise est devenue Brightly & Childs en 1808 et plus tard MM. Childs and Son.
Charles Childs (1807–1876) succède à son père à la tête de la société John Childs & Son.
L'entreprise a été développée après 1876 sous le nom de R. Clay and Sons, Ltd.
Le chemin de fer est arrivé avec la section d'Harleston à Bungay de la Waveney Valley Line ouvrant en novembre 1860 et la section de Bungay à Beccles en mars 1863. Bungay avait sa propre gare près de Clay's Printers. La gare est fermée aux passagers en 1953 et au fret en 1964.

## Toponymie
On pense que l'origine du nom de Bungay dérive du nom en  Anglo-Saxon « Bunincga-haye » qui signifie la terre appartenant à la tribu de Bonna, un chef saxon.

## Black Shuck

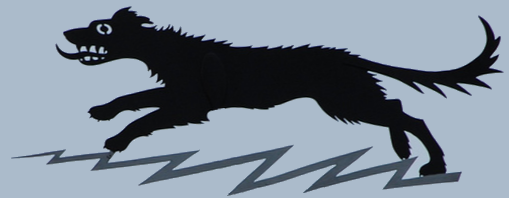
Black Shuck, près de la Buttercross.

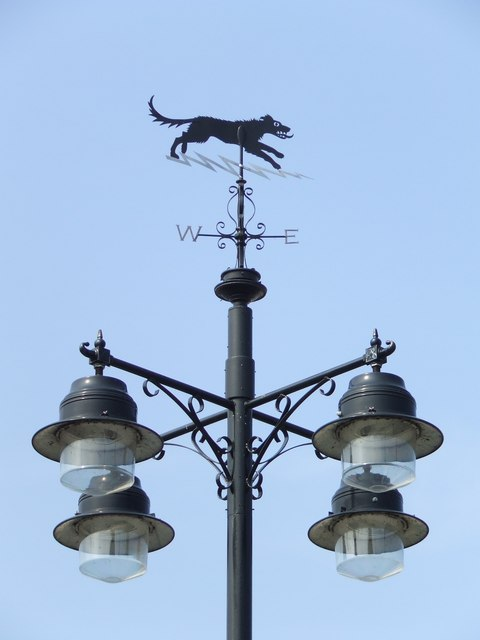
Black Shuck.

L'église Sainte-Marie  été frappé par la foudre le 4 août 1577. Au cours de l'orage, un chien noir (Hellhound (en)) est apparu et s'est précipité autour de l'église, attaquant des membres de la congrégation. Il a ensuite soudainement disparu et réapparu à Holy Trinity Church de Blythburgh, une vingtaine de kilomètres plus loin, blessant également des membres de la congrégation. Le chien a été associé à Black Shuck (en), un chien surnaturel qui hante les côtes du Norfolk, de l'Essex et du Suffolk.
Une image du chien noir a été intégrée dans les armoiries de Bungay et a été utilisée dans le nom de diverses entreprises associées à Bungay ainsi que dans plusieurs événements sportifs de la ville. Une course annuelle, le Black Dog Marathon, commence à Bungay et suit le cours de la rivière Waveney. Le club de football de la ville est surnommé les "Black Dogs". Black Shuck a également fait l'objet d'une chanson de  The Darkness.